# Jochem Hoekstra
Pour les articles homonymes, voir Hoekstra.
Jochem Hoekstra, né le 21 octobre 1992 à Haren (Groningue), est un coureur cycliste néerlandais.

## Palmarès

### Palmarès sur route
- 2014
  - 2e étape de la Carpathian Couriers Race
  - Tour de Berlin : 
    - Classement général
    - 2e étape (contre-la-montre)

  - 2e du Grand Prix des Marbriers
- 2015
  - 1rea étape de l'Olympia's Tour (contre-la-montre par équipes)
  - Omloop der Kempen
  - Tour du Limbourg

### Classements mondiaux
| Année           | 2014 |
| --------------- | ---- |
| UCI Europe Tour | 95e  |